# Epicauta ventralis
Epicauta ventralis là một loài bọ cánh cứng trong họ Meloidae. Loài này được Werner miêu tả khoa học năm 1945.